# سفارة النرويج في مصر
سفارة النرويج في مصر هي أرفع تمثيل دبلوماسي لدولة النرويج لدى مصر. تقع السفارة في القاهرة وهي تهدف لتعزيز المصالح النرويجية في مصر.